# 霍罗克斯陨石坑
霍罗克斯陨石坑(Horrocks)是一座位于依巴谷环壁平原已损毁的东北侧边缘内的撞击坑，约形成于32亿年前-11亿年前的爱拉托逊纪，其名称取自十七世纪英国天文学家杰里迈亚·霍罗克斯(1618年－1641年1月3日)，1935年被国际天文联合会批准接受。
该陨坑的南面坐落着哈雷陨石坑和欣德陨石坑、北面横亘着雷蒂库斯陨石坑、桑德陨石坑和于尔登陨石坑分别位于它的东西二面。该陨坑的中心月面坐标为3°59′S 5°51′E / 3.99°S 5.85°E，直径约29.65公里，深约3公里。
霍罗克斯陨坑的边缘呈不规则多边形，尤其是在东侧向外突出。它的外侧壁不大，而内侧壁已坍塌，特别是在西北部已形成塌砾堆。陨坑内地表不平整，拥有一座中央峰及一些山丘。

## 卫星陨石坑
按照惯例，最靠近霍罗克斯陨坑的卫星坑在月图上以字母标注在该坑中心点的旁边。
| 霍罗克斯 | 纬度   | 经度   | 直径   |
| -------- | ------ | ------ | ------ |
| M        | 4.0° S | 7.6° E | 5 公里 |
| U        | 3.2° S | 4.8° E | 4 公里 |